# György Pallavicini

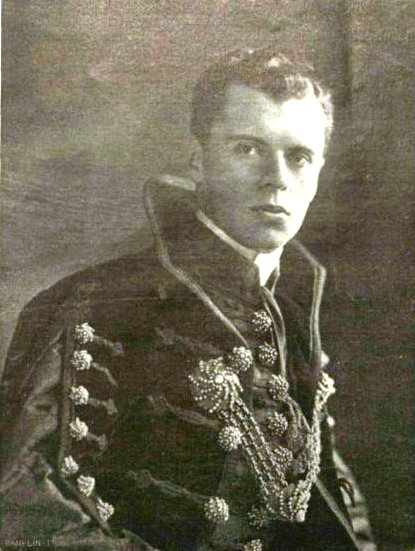
György Pallavicini (1910)

György Markgraf Pallavicini (* 5. Dezember 1881 in Budapest; † 4. Januar 1946 ebenda) war ein ungarischer Großgrundbesitzer, Politiker und Parlamentsabgeordneter.

## Leben
Pallavicini entstammte dem österreichisch-ungarischen Zweig eines alten italienischen Adelsgeschlechts. Ab 1903 war er Stuhlrichter (szolgabíró) des Komitats Somogy, legte jedoch sein Amt aus Protest gegen die Ernennung von Géza Fejérváry zum Ministerpräsidenten inmitten der Ungarischen Krise 1905 nieder. Ab 1906 war er als Mitglied der Nationalen Verfassungspartei (Országos Alkotmánypárt) Reichstagsabgeordneter für den Wahlkreis Selmecbánya im Komitat Hont und wurde nach den Wahlen 1910 erneut Abgeordneter, diesmal für den Wahlkreis Szegvár im Komitat Csongrád. Im Ersten Weltkrieg diente Pallavicini als Offizier einer Husareneinheit und war in den letzten beiden Kriegsjahren Staatssekretär im Ministerpräsidentenamt. 
Nach dem Ersten Weltkrieg gründete er im Dezember 1918 zusammen mit István Szabó die Landwirtepartei (Országos Földmívespárt). Mit Ausrufung der Ungarischen Räterepublik im März 1919, floh er nach Wien und wurde Mitglied im Antibolschewistischen Komitees (Antibolsevista Comité). Nach Sturz der Räterepublik war Pallavicini ab März 1919 Regierungskommissar für Transdanubien und war von 1920 bis 1926 und von 1931 bis 1935 als Abgeordneter für den Wahlkreis Dombóvár im Komitat Tolna Mitglied der Nationalversammlung bzw. Parlament. Während des Zweiten Weltkriegs gehörte er konservativen, pro-britischen Kreisen an, und warnte im Oberhaus vor der Gefahr durch den NS-Staat. Nach der Besetzung Ungarns durch die Wehrmacht im März 1944 entging er, nur durch seine schwere Krankheit bedingt, der Verschleppung durch die Gestapo.